# 21-es busz (Kecskemét)
A kecskeméti 21-es jelzésű autóbusz a Vasútállomástól indul, feltárja a Széchenyivárost, majd a Nagykörúton végighaladva érkezik vissza a Vasútállomás végállomáshoz. A járatot a Kecskeméti Közlekedési Központ megrendelésére az Inter Tan-Ker Zrt. üzemelteti.

## Története
A körjárat kezdetben K jelzéssel közlekedett, majd a 21-es számot kapta. Később a 21-es viszonylatcsaládot 2 járat alkotta: a 21-1 és a 21-2 jelzésű autóbuszok. Napjainkban csak az előbbi járat közlekedik. Az egykori 21-1-es buszok viszonylatszáma 2009. január 1. óta ismét a 21-es.

### A K körjárat és a 21-1-es buszjárat
1967-ben a K jelzésű buszok végállomása a MÁV Nagyállomásnál volt. A járat – a Széchenyiváros helyett – a Kecskemét-Máriaváros vasútállomás felé hagyta el a Nagykörutat. Az autóbuszok a következő megállóhelyeken álltak meg:
| Vasútállomás – Bethlen körút – Széchenyi körút – Máriavárosi Pályaudvar – Dózsa György út – Árpád körút – Kurucz körút – Vasútállomás | Vasútállomás – Bethlen körút – Széchenyi körút – Máriavárosi Pályaudvar – Dózsa György út – Árpád körút – Kurucz körút – Vasútállomás | Vasútállomás – Bethlen körút – Széchenyi körút – Máriavárosi Pályaudvar – Dózsa György út – Árpád körút – Kurucz körút – Vasútállomás |
| --- | --- | --- |
| - MÁV Nagyállomás - MÁVAUT pályaudvar - Kaszap utca - Talfája köz - Budai kapu                                                        | - Cigány János utca - Máriavárosi vasútállomás - Katona József Gimnázium - Leninváros - Bajcsy Zsilinszky utca                        | - Paul Lechler utca - Hűtőház - Aluljáró - Rákóczi út - MÁV Nagyállomás                                                               |

### A 21-2-es buszjárat
A 21-2 jelzésű autóbuszok a 21-1 (a mai 21-es) útvonalán – de ellenkező irányban – közlekedtek. A Szultán utca és a Széchenyi körút megállóhelyen nem álltak meg.
Csak iskolai előadási napokon közlekedett. Ezeken a napokon 15 járatot indítottak, 5.15 és 17.45 között. A járat hossza és menetideje a 21-1 buszokéval azonos volt.
A járat 2007. óta szünetel.

## Útvonala
| Vasútállomás ► Széchenyiváros ► Árpádváros ► Vasútállomás |
| --- |
| Vasútállomás vá. – Kodály Zoltán tér – Bethlen körút – Budai út – Akadémia körút – Nyíri út – Széchenyi körút – Mária körút – Árpád körút – Kossuth körút – Erzsébet körút – Kurucz tér – Nap utca – Kuruc körút – Kodály Zoltán tér – Vasútállomás vá. |

## Megállóhelyei
| 0  | Vasútállomás végállomás        | |
| 2  | Kada Elek utca                 | 22, 32 |
| 4  | Budai kapu                     | 16, 22, 32, 169, 916 Helyközi buszok |
| 6  | Hőközpont                      | 22 |
| 7  | Aradi Vértanúk tere            | 3, 14D, 20, 20H, 29, 34, 34A, 350 Helyközi buszok |
| 8  | Planetárium                    | 3, 14D, 20, 20H, 29, 34, 34A, 350 |
| 9  | SZTK                           | 3, 14D, 20, 20H, 22, 29, 34A, 350 Helyközi buszok |
| 10 | Nyíri úti kórház               | 3, 14D, 20, 20H, 22, 350 |
| 11 | Bányai Gimnázium               | 5, 14D, 22, 350 Helyközi buszok |
| 12 | Széchenyi körút                | 14D, 22 |
| 13 | Mária körút                    | 14D, 22 |
| 15 | Rákóczi iskola                 | 6, 14D, 28 |
| 16 | Szultán utca                   | 2, 2A, 2D, 2S, 6, 14D, 28, 32 Helyközi buszok |
| 17 | Mezei utca                     | 7, 7C, 13, 13D, 13K |
| 18 | Erzsébet körút                 | Helyközi buszok |
| 20 | Adóhivatal                     | 21D |
| 21 | Víztorony                      | 4, 4A, 4C, 12, 21D, 25 Helyközi buszok |
| 23 | Vasútállomás érkező végállomás | 1, 2D, 2S, 7, 7C, 12D, 15, 19, 21D, 22, 25, 32 Helyközi buszok Távolsági járatok S210 S220 sebesvonat, gyorsvonat, InterRégió, IC, expresszvonat Bethlen körút: 18, 20H, 22, 23, 23A |